# Municipio de Kinston
El municipio de Kinston (en inglés: Kinston Township) es un municipio ubicado en el  condado de Lenoir en el estado estadounidense de Carolina del Norte. En el año 2010 tenía una población de 21.406 habitantes.

## Geografía
El municipio de Kinston se encuentra ubicado en las coordenadas 35°16′13.59″N 77°34′58.89″O / 35.2704417, -77.5830250.